# Bandera de Fuenlabrada

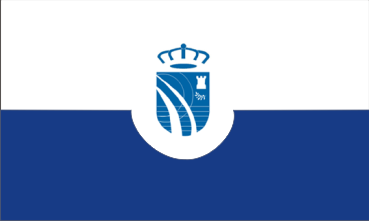
Versión de la bandera con el escudo logotipado.

La bandera de Fuenlabrada es de proporciones 2:3, dividida en dos franjas horizontales de igual tamaño, la superior blanca (como símbolo de la paz) y la inferior azul (como símbolo de una ciudad cercana). En el centro, sobre un círculo blanco que, obviamente, solo se aprecia en la franja azul, se sitúa el escudo municipal heráldicamente correcto y polícromo.
Existe otra versión, para usos de imagen corporativa, pero no de protocolo, exactamente igual pero con el escudo logotipado en sustitución del heráldico.
La actual bandera municipal de Fuenlabrada fue aprobada en 2005 estableciendo así una bandera oficial perpetua. 